# 南阿蘇村立長陽中学校
南阿蘇村立長陽中学校（みなみあそそんりつ ちょうようちゅうがっこう）は、熊本県阿蘇郡南阿蘇村大字河陽にあった公立中学校。

## 沿革
- 1947年（昭和22年）4月22日 - 長陽村立長陽中学校創立。長陽小学校の6教室を借用し本校とし、西部小学校の2教室を借用して分校とする。
- 1949年（昭和24年）
  - 3月 - 長陽西部分校廃止、本校に統合。
  - 10月26日 - 新校舎落成
- 2005年（平成17年）2月13日 - 南阿蘇村立長陽中学校と改称
- 2016年（平成28年）
  - 2月20日 - 長陽中学校閉校式挙行。
  - 4月1日 - 南阿蘇中学校に統合。